# درخت سنجد (تشناران)
درخت سنجد (بالفارسية: درخت سنجد) هي قرية تقع في قسم بيزكي الريفي (مقاطعة تشناران) في إيران. يقدر عدد سكانها بـ 42 نسمة بحسب إحصاء 2016.